# Gloria Bonder
Gloria Bonder, née à Buenos Aires en 1950, est une psychologue, chercheuse et militante féministe argentine. En 1979, elle crée le Centre d'études féminines (CEM) et le diplôme supérieur d'études féminines à la faculté de psychologie de l'université de Buenos Aires. Elle est actuellement directrice du département Genre, société et politiques de la FLACSO. Elle est nommée coordinatrice du groupe Travail des Femmes et technologie aux Nations unies puis directrice de la chaire régionale « Femmes, science et technologie » de l'UNESCO. Elle intègre le Conseil d'alliance globale pour les technologies de l'information et communication et le Développement de l'Organisation des Nations unies (UN GAID).

## Biographie
Gloria Bonder fait ses études à l’université de Buenos Aires, ville où elle devient psychologue dans les années 1970, puis obtient une licence en genre et éducation à l’université de Cambridge. 
C’est en 1979 au cours de la dernière dictature argentine et dans des conditions de sécurité très précaires qu’elle crée le Centre d’études féminines, entité qui joue un rôle important dans la réorganisation du mouvement féministe argentin .
Une fois la démocratie rétablie en Argentine, Bonder fonde et dirige le cursus supérieur interdisciplinaire d’études féminines à la faculté de psychologie de l’université de Buenos Aires, jusqu’en 1999. 
Entre 1991 et 1995, elle est coordinatrice du programme national d’égalité des chances pour les femmes au ministère de l'Éducation. En 1999, elle coordonne le Forum régional des femmes, sciences et technologie de l’UNESCO en Amérique Latine, réunion préparatoire pour la Conférence mondiale des sciences de Budapest, la même année.
En 2001, elle est désignée pour diriger le département Genre, société et politiques de la faculté latinoaméricaine de sciences sociales (FLACSO-Argentine) où elle coordonne la maitrise en ligne Genre, société et politiques, le diplôme supérieur en genre et politiques publiques et la chaire régionale Femmes, sciences et technologie de l’UNESCO en Amérique Latine. 
Gloria Bonder reconnaît « des avancées notables au niveau des droits des femmes » et « un consensus devenu plus grand quant à l’acceptation de l’égalité des droits entre les hommes et les femmes ». Cependant, elle signale « un fossé encore trop important entre l’égalité formelle et l’égalité réelle. L’écart au niveau de la répartition des tâches ménagères ne s’est pas encore réduit de façon substantielle. Dans notre société, les femmes assument presque tout le rôle du « care » sans reconnaissance pour leur travail. Le thème de la violence conjugale s’est introduit dans le discours politique mais les mesures de prévention et de protection sont insuffisantes. Il reste encore beaucoup à faire en ce qui concerne la participation des femmes dans le domaine des sciences et des innovations technologiques. La liberté des femmes concernant leur choix sexuels et reproductifs reste également un sujet très controversé. D’après mon expérience, le plus difficile reste les milieux institutionnels où les personnes se sentent menacées par des changements qui touchent des fibres très sensibles, profondes, inconscientes pouvant ainsi générer des peurs et des résistances. » Bonder questionne également l’attitude du « secteur privé, du moins dans les pays d’Amérique Latine, qui ne se montre pas disposé à lutter contre les inégalités hommes/femmes. » .

## Publications
- Los estudios de la Mujer y la crítica epistemológica a los paradigmas de las ciencias humanas, Buenos Aires, CEM, 1982.
- Género y subjetividad: avatares de una relación no evidente, Interdisciplinary Gender Studies Program (PIEG), University of Chile, 1998.